# Bohdalec (ort)
Bohdalec är en ort i Tjeckien.   Den ligger i regionen Vysočina, i den centrala delen av landet, 140 km sydost om huvudstaden Prag. Bohdalec ligger 558 meter över havet och antalet invånare är 297.
Terrängen runt Bohdalec är platt. Runt Bohdalec är det ganska tätbefolkat, med 65 invånare per kvadratkilometer. Närmaste större samhälle är Žďár nad Sázavou, 13,1 km nordväst om Bohdalec. Trakten runt Bohdalec består till största delen av jordbruksmark.